# Recensiebom
Een recensiebom of reviewbom (Engels: review bomb) is een georganiseerde poging om de gemiddelde beoordeling van een product of dienst online te verlagen door het massaal plaatsen van negatieve recensies. Dit wordt vaak gedaan door fans die ontevreden zijn over een nieuwe richting van een product, zoals een film, televisieserie of computerspel.

## Redenen
Hoewel recensies doorgaans bedoeld zijn om de kwaliteit van een product te evalueren, worden ze bij een recensiebom vaak gebruikt om ongenoegen te uiten over verschillende soorten kwesties, soms ook kwesties die niet direct gerelateerd zijn aan het product of dienst zelf.

### Inhoud
Recensiebommen worden vaak veroorzaakt door onvrede over inhoudelijke keuzes, zoals (het gebrek aan) updates, downloadbare inhoud, plotwendingen, of de toevoeging van microtransacties. Zo werden de computerspellen Team Fortress 2 en Starfield bestookt met negatieve recensies vanwege respectievelijk de aanwezigheid van bots en de introductie van betaalde mods.

### Politieke en sociale kwesties
Een veelvoorkomende andere aanleiding voor recensiebommen is ontevredenheid over veranderingen in representatie in de media en keuzes in de casting, met name in genres die traditioneel werden gedomineerd door witte, heteroseksuele mannen. Zo leidde de toevoeging van personages van kleur in The Rings of Power tot negatieve reacties van fans die van mening waren dat dit niet strookte met hun interpretatie van Tolkien's wereld. Volgens mediawetenschappers weerspiegelt deze weerstand tegen diversiteit een bredere weerstand tegen maatschappelijke veranderingen.

### Gedrag en houding
Daarnaast kunnen recensiebommen zich richten op het gedrag van personen die betrokken zijn bij het product of de dienst, zonder dat het product of de dienst zelf daarbij centraal staat. Zo kreeg de sportschool van Expeditie Robinson-deelnemer Radmilo Soda negatieve recensies vanwege zijn acties in het programma, die door sommige kijkers als 'vals' werden bestempeld.
Een andere reden kan een gebrek aan hoor en wederhoor zijn. Een sushirestaurant in Utrecht kreeg bijvoorbeeld negatieve recensies na een onprofessionele reactie op de klacht van een klant. Hoewel de oorspronkelijke klacht wellicht gerechtvaardigd was, escaleerde de situatie door het gebrek aan adequate respons, wat leidde tot een online aanval.

### Willekeur
Recensiebommen worden niet altijd gebruikt om gegronde kritiek te uiten; soms worden ze willekeurig ingezet met het doel om schade toe te brengen, zelfs wanneer er geen verband is met de kwaliteit van het product of de dienst. Een voorbeeld hiervan is het computerspel Kunai, dat doelwit werd van recensiebommen om een reden die niets met het spel zelf te maken had, namelijk het ontbreken van een specifiek personage in de serie Pokémon de Serie: Zon & Maan.

### Kruisvuur
Soms worden producten die niet direct gerelateerd zijn aan de aanleiding van een recensiebom per ongeluk getroffen door negatieve recensies. Dit gebeurde bijvoorbeeld met de Star Wars-fanfilm The Acolyte die ten tijde van de recensiebommen op de Disney+-serie The Acolyte, eveneens te maken kreeg met negatieve recensies. Zo kreeg bijvoorbeeld ook het originele Helldivers-spel te maken met negatieve recensies vanwege de controverse rondom het PSN-beleid van de opvolger, Helldivers 2. Ook het spel Call of Duty: Modern Warfare 3 werd onterecht gebombardeerd met negatieve recensies door Call of Duty-spelers die het spel aanzagen voor de remaster.

## Effecten
Een recensiebom kan een aanzienlijke impact hebben op de publieke perceptie van een product en tot reputatieschade leiden. Een lage beoordeling op websites zoals IMDb, Google Maps, Rotten Tomatoes of Metacritic kan potentiële consumenten afschrikken. Echter, de invloed van recensiebommen op de daadwerkelijke populariteit van een product is niet altijd even duidelijk. Negatieve publiciteit kan soms juist averechts werken en de aandacht vestigen op een product. Sommige producenten zien de aandacht die negatieve recensies genereren dan ook als gratis publiciteit.

## Maatregelen
Verschillende platformen hebben maatregelen genomen om recensiebommen tegen te gaan. Zo heeft Steam een systeem geïmplementeerd dat abnormaal beoordelingsgedrag detecteert. Als er sprake lijkt te zijn van een recensiebom, worden de beoordelingen uit die periode niet meegeteld in de algemene score. Andere platformen, zoals Amazon en Metacritic, hebben ervoor gekozen om de recensiemogelijkheid tijdelijk uit te schakelen om een recensiebom te voorkomen. Rotten Tomatoes controleert of recensenten daadwerkelijk een ticket voor een film hebben aangeschaft voordat ze een recensie mogen plaatsen, en IMDB heeft een gewogen systeem geïmplementeerd om de impact van recensiebommen te verminderen. Dit betekent dat niet alle recensies even zwaar meetellen in de totaalscore.

## Omgekeerde recensiebom
Naast negatieve recensiebommen bestaat er ook zoiets als een omgekeerde recensiebom. Hierbij krijgt een product juist massaal positieve recensies, vaak als tegenreactie op een negatieve recensiebom. Hoewel dit goedbedoeld kan zijn, maakt dit het lastig om te bepalen wat de daadwerkelijke mening van het publiek is.